# The Other Side (chanson d'Aerosmith)
Pour les articles homonymes, voir The Other Side.
Singles de Aerosmith
What it Takes
(1990) Monkey on My Back
(1990)
The Other Side est une chanson du groupe de hard rock américain Aerosmith, écrite par Steven Tyler et Jim Vallance. Elle fut sortie en 1990 comme quatrième single de l'album à grand succès Pump.